# Ether Shepley

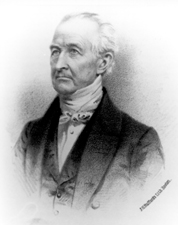
Ether Shepley

Ether Shepley (* 2. November 1789 in Groton, Middlesex County, Massachusetts; † 15. Januar 1877 in Portland, Maine) war ein US-amerikanischer Jurist und Politiker (Demokratisch-Republikanische Partei), der den Bundesstaat Maine im US-Senat vertrat.
In seinem Heimatort Groton besuchte Ether Shepley die Lawrence Academy, eine Privatschule. 1814 graduierte er am Dartmouth College in Hanover. Im selben Jahr wurde er nach abgeschlossenen Jura-Studien in die Anwaltskammer aufgenommen und begann in Saco zu praktizieren. Der heute im Staat Maine liegende Ort war zu diesem Zeitpunkt noch ein Teil von Massachusetts.
1819 wurde Shepley Mitglied des Parlaments von Massachusetts. Im Jahr darauf war er Delegierter zum Verfassungskonvent von Maine, bei dem die Vorbereitungen zur Aufnahme des neuen US-Bundesstaates in die Union getroffen wurden.
Zwischen 1821 und 1833 fungierte Ether Shepley in der Nachfolge von William Pitt Preble als Bundesstaatsanwalt für den Gerichtsbezirk Maine; während dieser Zeit zog er nach Portland um. Im Jahr 1832 wurde er schließlich als Vertreter des Jackson-Flügels seiner Partei in den US-Senat gewählt, wo er vom 4. März 1833 bis zu seinem Rücktritt am 3. März 1836 verblieb. Während dieser Zeit war er Ausschussvorsitzender des Committee on Engrossed Bills.
Er legte sein Mandat nieder, um der Berufung an den Obersten Gerichtshof von Maine zu folgen; 1848 wurde er dann dessen Vorsitzender (Chief Justice). Nachdem er im Oktober 1855 aus dem Gerichtshof ausgeschieden war, wurde er im Jahr darauf mit der Überarbeitung des Staatsgesetzbuches von Maine beauftragt. In der Folge praktizierte er wieder als Jurist, ehe er 1877 in Portland verstarb.
Sein Sohn George F. Shepley diente als General der Unionsarmee im Bürgerkrieg und wurde später Gouverneur von Louisiana.